# Vladimír Hlavatý

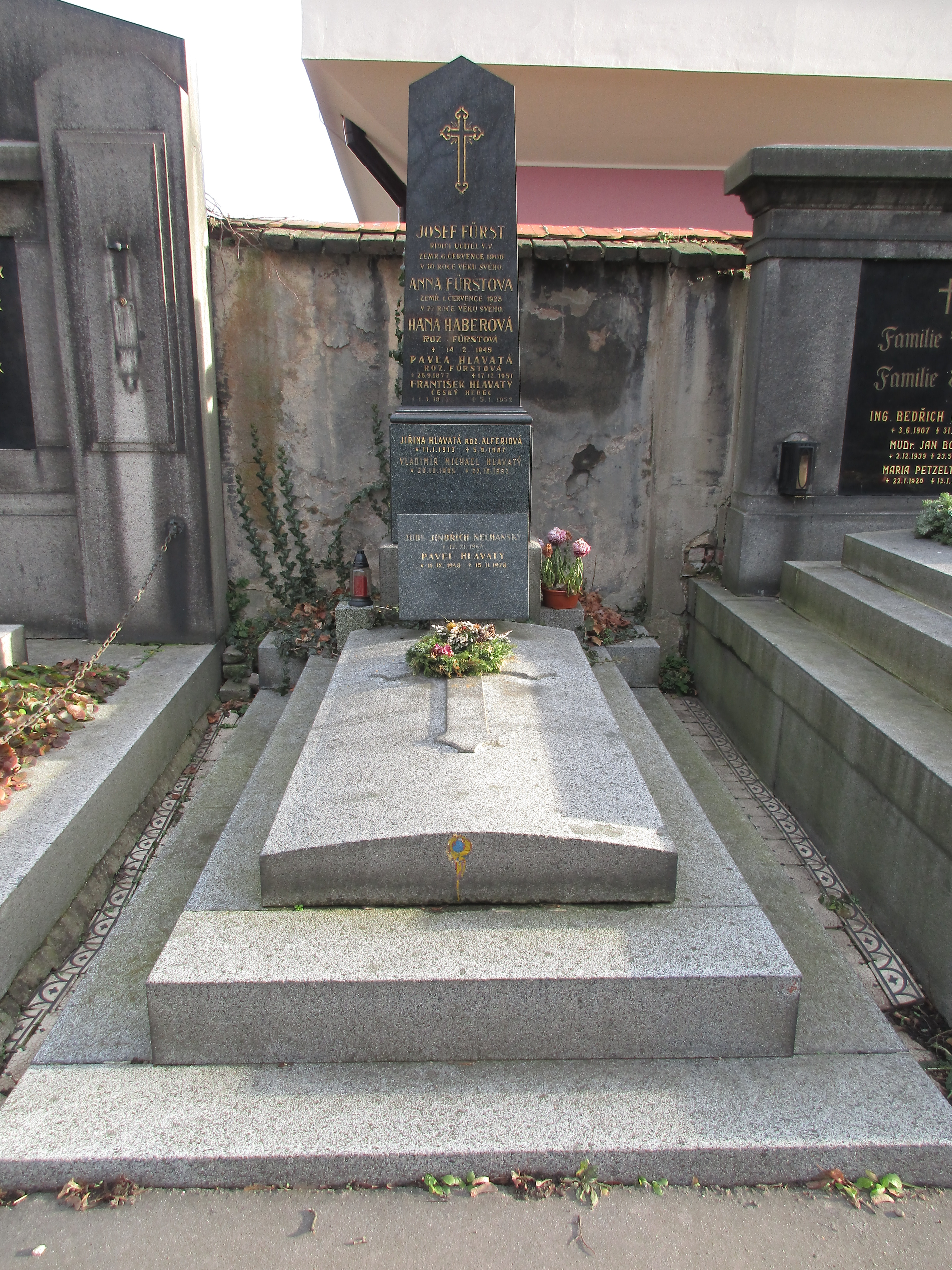
Hrob českých herců Františka a Vladimíra Hlavatého na hřbitově v Bubenči

Vladimír Hlavatý, celým jménem Vladimír Michael Hlavatý (29. října 1905 v Praze-Holešovicích – 27. října 1992 v Praze), byl český herec a divadelní pedagog, dlouholetý člen hereckého souboru Divadla na Vinohradech v Praze.

## Život
Narodil se v Praze na Letné. Pocházel z herecké rodiny, otec hrál v divadle Uranie. V roce 1907 se rodina odstěhovala na Vinohrady, kde jeho otec František Hlavatý působil v letech 1907 až 1933 jako herec a režisér v Městském divadle na Královských Vinohradech. Jeho sestra Věra Hlavatá byla také herečkou, nejdříve elévkou v Národním divadle, později hrála v Uranii a u Vlasty Buriana.
Absolvoval reálné gymnázium. Díky svému otci se od svých osmi let objevoval v drobných divadelních roličkách v Divadle na Vinohradech.
Po ukončení studií nastoupil v roce 1923 do Tylova divadla v Nuslích, od září 1925 do dubna 1926 působil v Jihočeském národním divadle v Českých Budějovicích, kam se po krátkém působení u Karla Hašlera v Komorní činohře opět od srpna 1926 vrátil. Následovalo angažmá v Plzni. V roce 1929 jej režisér Jan Bor přivedl do Vinohradského divadla. Zde pak působil až do roku 1989, tedy zhruba 60 let jako člen činohry Divadla na Vinohradech s výjimkou let 1945 až 1947, kdy působil v Divadle 5. května. Jednalo se o velmi oblíbeného televizního, rozhlasového a dabingového herce.
Oženil se v prosinci 1939. Manželům se narodil syn Jan Hlavatý v roce 1946.
I filmová kariéra Vladimíra Hlavatého byla velmi pozoruhodná, svoji první filmovou roli si zahrál v roce 1921 v němém filmu svého otce, poslední pak v roce 1986, tedy o 65 let později.
Jednalo se o poměrně výrazného herce s dobrou dikcí, výraznou mimikou a osobitým projevem, který se dobře hodil pro charakterní role.
Byl rovněž divadelním pedagogem. Ve válečných letech vyučoval na dramatickém oddělení Pražské konzervatoře líčení a v letech 1946 až 1970 nauku o masce na pražské DAMU.

## Ocenění
- 1952 Zlatý odznak Divadelní žatvy 1951–52 za roli Pálče v Jiráskově Husovi
- 1965 titul zasloužilý umělec[7]

## Divadelní role, výběr
- 1925 Piskáček: Děvče z předměstí, pan Hejl, Jihočeské Národní divadlo, režie Kamil Novák
- 1925 Fanchis: Mluvící opice, Fah, Jihočeské Národní divadlo, režie Kamil Novák
- 1927 F.X.Svoboda: Čekanky, Hřídelíček, (j. h.), Vinohradské divadlo, režie Bohuš Stejskal
- 1929 F. Arnold, A. Bach: Pod dozorem věřitelů (To neznáte Hadimršku), Hadimrška, Plzeňské divadlo, režie Jaroslav Počepický
- 1929 A. Birabeau, H. Duvernois: Marcel Fradelin, bankéř, Vinohradské divadlo, režie Jan Bor
- 1929 František Langer: Periferie, Tony, (j. h.), Vinohradské divadlo, režie Jaroslav Kvapil
- 1930 F. Oursler, L. Brentano: Pavouk, kouzelník, Vinohradské divadlo, režie František Salzer
- 1930 J. Ford: Giovanni a Anabella, Komorní divadlo, režie Josef Kodíček, hudba Jaroslav Ježek
- 1930 Charles Dickens, František Langer: Pan Pickwick, Snodgrass, Vinohradské divadlo, režie Jan Bor
- 1937 W. Shakespeare: Večer tříkrálový, šašek, Vinohradské divadlo, režie František Salzer
- 1937 J. K. Tyl: Fidlovačka, Jammerweil, Vinohradské divadlo, režie František Salzer
- 1938 Carlo Goldoni: Sluha dvou pánů, Truffaldino, Vinohradské divadlo, režie František Salzer
- 1938 G. Hauptmann: Růžena Berndtová, August Kheil, Vinohradské divadlo, režie Jan Bor
- 1939 F.Schiller: Panna Orleánská, vyprávěč, Vinohradské divadlo, režie František Salzer
- 1939 W.Shakespeare: Zkrocení zlé ženy, sluha Tranio, Vinohradské divadlo, režie František Salzer
- 1939 J. K. Tyl: Paní Marjánka, matka pluku, Kilián, Vinohradské divadlo, režie František Salzer
- 1939 W.Shakespeare: Veselé ženy windsdorské, Berkdeber, Vinohradské divadlo, režie Bohuš Stejskal
- 1939 Jiří Mahen: Mrtvé moře, Dráb, Vinohradské divadlo, režie B.Stejskal
- 1940 František Götz: Soupeři, Mošna, Vinohradské divadlo, režie Gabriel Hart
- 1940 E. O´Neill: Parník Glencairn, námořník, Vinohradské divadlo, režie Gabriel Hart
- 1940 F. Molnár: Liliom, Fiscur, Vinohradské divadlo, režie Gabriel Hart
- 1940 J. K. Tyl: Strakonický dudák, Vocílka, Vinohradské divadlo, režie G. Hart
- 1941 Viktor Dyk: Ondřej a drak, kamarád, Vinohradské divadlo, režie Dr. Jan Port
- 1941 Lope de Vega: Láska má své klíče, sluha, Komorní divadlo/Vinohradské divadlo, režie Bohuš Stejskal
- 1945 Arbuzov: Daleká cesta, Divadlo 5. května, režie František Salzer
- 1945 Alois Jirásek: Jan Žižka, Vaněk Černohorský z Boskovic, Divadlo 5. května, režie František Salzer
- 1946 William Shakespeare: Hamlet, Hamlet, Divadlo 5. května, režie František Salzer
- 1946 W.Shakespeare: Zkrocení zlé ženy, Grumio, Divadlo 5. května, režie František Salzer
- 1947 K. A. Treněv: Vojevůdce Kutuzov, Jevtuch Matrusenko, Vinohradské divadlo, režie G.Hart
- 1947 A. S. Gribojedov: Hoře z rozumu, Repetilov, Vinohradské divadlo, režie Jiří Frejka
- 1947 František Langer: Periferie, Tony, Vinohradské divadlo, režie Jaroslav Kvapil
- 1948 G. B. Shaw: Svatá Jana, La Hire, Vinohradské divadlo, režie J. Frejka
- 1948 V. K. Klicpera: Zlý jelen, Strachoš, Vinohradské divadlo, režie Jiří Frejka
- 1948 A. P. Čechov: Tři sestry, Solený, Komorní divadlo, režie Jaromír Pleskot
- 1950 A. P. Čechov: Strýček Váňa, Tělegin, Vinohradské divadlo, režie J. Fišer
- 1950 A. Fredro: Pan Jowialski, Jowialski, Komorní divadlo, režie M. Zachata
- 1977 George S. Kaufman, Moss Hart: Přišel na večeři, Profesor Metz, Vinohradské divadlo, režie Stanislav Remunda

## Filmografie

### Film
- 1921 Na vysoké stráni
- 1937 Lidé na kře
- 1937 Bílá nemoc
- 1937 Děvče za výkladem
- 1937 Filosofská historie
- 1940 Muzikantská Liduška
- 1945 Rozina sebranec
- 1946 Třináctý revír
- 1947 Siréna
- 1948 Železný dědek
- 1949 Revoluční rok 1848
- 1949 Němá barikáda
- 1950 Past
- 1952 Plavecký mariáš
- 1952 Nástup
- 1952 Anna proletářka
- 1954 Jan Hus
- 1955 Jan Žižka
- 1956 Ztracenci
- 1957 Tam na konečné
- 1959 Mstitel
- 1960 Vyšší princip
- 1960 Práče
- 1961 Muž z prvního století
- 1964 Atentát
- 1964 Hvězda zvaná Pelyněk
- 1965 Bílá paní
- 1966 Znamení raka
- 1968 Nejlepší ženská mého života
- 1970 Zabil jsem Einsteina, pánové
- 1971 Princ Bajaja – role: zahradník
- 1974 Holky z porcelánu
- 1976 Plavení hříbat
- 1976 Náš dědek Josef
- 1977 Což takhle dát si špenát – role: hotelový vrátný Toníček
- 1976 Honza málem králem
- 1981 V podstatě jsme normální
- 1982 Příště budeme chytřejší, staroušku!
- 1984 Láska z pasáže
- 1984 Prodloužený čas
- 1986 Není sirotek jako sirotek

### Televize
- 1962 Šestý do party
- 1965 Modlitba pro Kateřinu Horovitzovou
- 1966 Noc bez úsvitu
- 1969 Pan Tau
- 1970 Pan Tau jde do školy
- 1971 Dlouhý podzimní den
- 1971 F. L. Věk (TV seriál)
- 1972 Sova (TV filmová komedie) - role: důchodce Josef Sova
- 1974 Kosmas a paní Božetěcha
- 1977 Nemocnice na kraji města (TV seriál)
- 1977 Žena za pultem (TV seriál)
- 1977 Na rohu kousek od metra (TV komedie) – role: Fanouš Veselý
- 1979 Nebožtíci na bále
- 1979 Plechová kavalérie
- 1980 Zločin na poště
- 1981 Přišel na večeři
- 1984 Sanitka (TV seriál)
- 1984 Bambinot (TV seriál)
- 1984 Koloběžka první
- 1985 Vlak dětství a naděje
- 1985 Bylo nás šest
- 1987 Pokušení doktora Burdy

## Rozhlas
- 1968 Moudrý zlatník, pohádka Boženy Němcové o zlatníku Radošovi a němé princezně Liběně. Hráliː Alfréd Strejček (zlatník), Růžena Merunková, Zdeněk Řehoř, Vladimír Hlavatý, Libuše Havelková, Karel Beníško, Karel Houska, František Kovářík, Jaroslava Pokorná, Světla Amortová, Jana Andresíková a Jaromír Spal, režie: Miloslav Disman.